# 棟派爾戰役
棟派爾戰役（法語：Bataille de Dompaire）是於1944年9月第二次世界大戰西線洛林戰役期間在佛日省棟派爾進行的一場戰役。此場戰役發生在盟軍成功執行大君主作戰後不久，德軍試圖在法國東北地區阻止盟軍繼續向德國進攻。
約翰內斯·布拉斯科維茨大將於9月上旬派遣裝甲部隊前去阻止盟軍的進攻，9月12日晚，一支豹式坦克營進入棟派爾鎮，而剩餘部隊部署在附近區域。法軍在探明德軍抵達後，於夜晚佔據有利位置，並主動對德軍展開進攻。在開戰後，德軍驚訝的發現自己處於不利位置，每一次的進攻皆遭到擊退。在13日戰鬥結束時，第112裝甲旅的96輛坦克僅剩下21輛可運作， 38輛豹式坦克有34輛被摧毀，但給法軍造成的傷亡卻微乎其微。

## 註腳
1. ↑  Zaloga 2000，第56,57頁.
2. ↑  Bauer 1971，第313頁.
3. 1 2  Zaloga 2000，第62頁.
4. ↑  Cole 1950，第200頁.